# أندريه دي جونغ
أندريه دي جونغ (بالإنجليزية: Andre de Jong)‏ هو لاعب كرة قدم نيوزيلندي في مركز الهجوم، ولد في 2 نوفمبر 1996 في نيوزيلندا. لعب مع كانتربيري يونايتد ونادي أمازولو.

## وصلات خارجية
- أندريه دي جونغ على موقع الاتحاد الدولي (مؤرشف)  (الإنجليزية)
- أندريه دي جونغ على موقع قاعدة بيانات كرة القدم.إي يو (الإنجليزية)
- أندريه دي جونغ على موقع ناشيونال فوتبول تيمز (الإنجليزية)
- أندريه دي جونغ على موقع Soccerway.com (الإنجليزية)